# Campionati mondiali di maratona canoa/kayak 1998
I Campionati mondiali di maratona canoa/kayak 1998 sono stati la 6ª edizione della manifestazione. Si sono svolti a Città del Capo, in Sudafrica, il 26 e il 27 settembre 1998.

## Medagliere
| Pos.   | Paese         | Oro | Argento | Bronzo | Totale |
| ------ | ------------- | --- | ------- | ------ | ------ |
| 1      | Ungheria      | 2   | 2       | 2      | 6      |
| 2      | Gran Bretagna | 2   | 2       | 1      | 5      |
| 3      | Svezia        | 2   | 0       | 0      | 2      |
| 4      | Danimarca     | 0   | 1       | 1      | 2      |
| 5      | Germania      | 0   | 1       | 0      | 1      |
| 6      | Norvegia      | 0   | 0       | 1      | 1      |
| 6      | Portogallo    | 0   | 0       | 1      | 1      |
| Totale | Totale        | 6   | 6       | 6      | 18     |

## Podi

### Uomini
| Evento | Oro                                      | Perform.   | Argento                                   | Perform.   | Bronzo                                  | Perform.   |
| Canoa  |                                          |            |                                           |            |                                         |            |
| C-1    | Pál Pétervári                            | 3h15'06"99 | Gabor Kolozsvari\|                        | 3h15'08"86 | Jose Sousa                              | 3h17'07"88 |
| C-2    | Gran Bretagna Stephen Train Andrew Train | 2h55'58"49 | Ungheria Edvin Csabai Attila Györe        | 2h57'45"16 | Ungheria Bela Jakus Gabor Balgovics     | 3h03'40"25 |
| K-1    | Ivan Lawler                              | 2h48'33"10 | Thor Nielsen                              | 2h48'34"03 | Torgeir Toppe                           | 2h48'34"63 |
| K-2    | Ungheria Viktor Szakaly Attila Jambor    | 2h36'55"75 | Gran Bretagna Jules Brabants Conor Holmes | 2h36'56"74 | Danimarca Thor Nielsen Karsten Solgaard | 2h36'58"94 |

### Donne
| Evento | Oro                                  | Perform.   | Argento                            | Perform.   | Bronzo                                    | Perform.   |
| Canoa  |                                      |            |                                    |            |                                           |            |
| K-1    | Susanne Gunnarsson                   | 3h03'22"31 | Anna Hemmings                      | 3h03'23"24 | Kornelia Szonda                           | 3h03'24"56 |
| K-2    | Svezia Susanne Gunnarsson Asa Eklund | 2h51'11"83 | Germania Anett Schuck Sabine Meyer | 2h57'43"67 | Gran Bretagna Andrea Dallaway Helen Gilby | 2h57'51"3  |